# Journal of the History of Philosophy
Журна́л исто́рии филосо́фии (англ. Journal of the History of Philosophy, JHP) — американский ежеквартальный рецензируемый научный журнал по истории философии.
Журнал был создан в 1963 году Восточным отделом Американской философской ассоциации. В нем освещается история западной философии с Античности до современности.
Присуждаются JHP Book Prize and Article Prize (лауреатов см. ). Книжная премия (за лучшую книгу года по истории философии) составляет $ 5000. Среди отмеченных последней — Frederick C. Beiser (2015), Jan A. Aertsen (2013), Лоди Наута (2010).